# 枝村利一
枝村 利一（えだむら としかず、1924年2月12日 - 2012年6月22日）は、日本の経営者。三井不動産販売代表取締役社長や、同社代表取締役会長、不動産流通経営協会理事長、同協会最高顧問を歴任した。正五位旭日中綬章。

## 来歴・人物
東京都生まれ。1947年慶應義塾大学卒業、 三井不動産入社。1974年三井不動産販売代表取締役社長。1993年同社代表取締役会長、不動産流通経営協会理事長。1997年から1999年まで東日本不動産流通機構理事長。1999年から2012年に死去するまで不動産流通経営協会最高顧問として指導を行った。
2011年旭日中綬章受章。2012年正五位追贈。